# Онуфрий (архиепископ Астраханский)
Архиепископ Ону́фрий — епископ Русской православной церкви, архиепископ Астраханский и Терский.

## Биография
С 1612 года — игумен Тихвинского Успенского монастыря Новгородской епархии.
15 февраля 1615 года в Москве хиротонисан во епископа Астраханского и Терского с возведением в сан архиепископа.
Вызывался в Москву в 1619 году для совета о делах духовных и участвовал в избрании в патриархи митрополита Филарета (Романова).
Скончался 23 июля 1628 года. Место погребения его неизвестно.